# Ecionemia arabica
Ecionemia arabica är en svampdjursart som först beskrevs av Claude Lévi 1958.  Ecionemia arabica ingår i släktet Ecionemia och familjen Ancorinidae.
Artens utbredningsområde är Saudiarabien. Inga underarter finns listade i Catalogue of Life.